# Onesimo Cadiz Gordoncillo
Onesimo Cadiz Gordoncillo (1935 – 2013) là một Giám mục người Philippines của Giáo hội Công giáo Rôma. Ông nguyên là Tổng giám mục chính tòa Tổng giáo phận Capiz từ năm 1986 đến năm 2011. Trước khi trở thành Tổng giám mục, ông còn đảm nhận nhiều chức danh khác như Giám mục Phụ tá Giáo phận Dumaguete và Giám mục chính tòa Giáo phận Tagbilaran.

## Tiểu sử
Tổng giám muc Onesimo Cadiz Gordoncillo sinh ngày 16 tháng 2 năm 1935, tại Jimalalud, thuộc Philippines. Sau quá trình tu học dài hận tại các cơ sở chủng viện theo quy định của Giáo luật, ngày 18 tháng 3 năm 1961, Phó tế Gordoncillo 26 tuổi, tiến đền việc được truyền chức linh mục. Tân linh mục là thành viên của linh mục đoàn Giáo phận Dumaguete.
Sau 13 năm thực hiện các hoạt động mục vụ của một người linh mục, ngày 14 tháng 3 năm 1974, tin tức từ Tòa Thánh loan báo việc Giáo hoàng đã tuyển chọn linh mục Onesimo Cadiz Gordoncillo, 39 tuổi, vào hàng ngũ các giám mục Công giáo Hoàn vũ, cụ thể với vị trí được trao phó là Giám mục Phụ tá Giáo phận Dumaguete và danh hiệu Giám mục Hiệu tòa Gunugus. Lễ tấn phong cho vị tân giám mục được tổ chức sau đó vào ngày 27 tháng 5 cùng năm, với phần nghi thức cử hành chính thức được cử hành các trọng thể bởi 3 giáo sĩ cấp cao. Chủ phong cho vị giám mục tân cử là Tổng giám mục Bruno Torpigliani, Sứ thần Tòa Thánh tại Philippines. Hai vị còn lại, với vai trò phụ phong, gồm có Giám mục Epifanio Surban Belmonte, Giám mục chính tòa Giáo phận Dumaguete và Giám mục Antonio Yapsutco Fortich, Giám mục chính tòa Giáo phận Bacolod. Tân giám mục chọn cho mình châm ngôn:Veritatem tuam annuntiabo.
Hai năm sau khi được tấn phong làm Giám mục phụ tá Dumaguete, Tòa Thánh quyết định giám mục Gordoncillo đến nhiệm sở mới, cụ thể với chức vị mới Giám mục chính tòa Giáo phận Tagbilaran. Quyết định trên được Tòa Thánh cho công bố rộng rãi vào ngày 3 tháng 7 năm 1976.
Mười năm đứng đầu giáo phận Tagbilaran của Giám mục Onesimo Cadiz Gordoncillo đột ngột chấm dứt bằng thông báo quyết định ngày 18 tháng 6 năm 1987, qua đó thăng Giám mục này thành Tổng giám mục, với vị trí Tổng giám mục chính tòa Tổng giáo phận Capiz. Sau nhận được tin báo, ngày 27 tháng 8 cùng năm, Tân Tổng giám mục đã đến nhận nhiệm vụ mới.
Sau 25 năm giữ vị trí Tổng giám mục Capiz, Tổng giám mục Gordoncillo có đơn xin từ nhiệm vì lí do tuổi tác theo Giáo luật, và được phía Tòa Thánh chấp thuận vào ngày 9 tháng 11 năm 2011.
Ngày 13 tháng 11 năm 2013, Tổng giám mục Gordoncillo qua đời, thọ 78 tuổi.